# Вестфален (линеен кораб, 1908)
Вестфален (на немски: SMS Westfalen) е линеен кораб-дредноут на Германския императорски военноморски флот от типа „Насау“. Участва във военните действия по време на Първата световна война.

## Проект и особености на конструкцията
Линейните кораби от типа „Насау“ са първите германски линкори-дредноути, създадени в качеството на отговор на появата в състава на британския флот на родоначалника на този клас (HMS Dreadnought) и последвалите след него събратя.
Независимо от използването в качеството на главна енергетична установка на остарелите парни машини, а също и на неудачното ромбично разположение на артилерията на главния калибър, корабите се отличават с великолепна за времето си подводна защита и брониране с използването на редица от най-новите технологии за онова време. Като например, за първи път в световната практика, са използвани метални гилзи за зарядите на главния калибър.

## Строителство
Заедно с първия кораб на серията, „Насау“ („Ersatz Bayern“), бъдещият „Вестфален“ („Ersatz Sachsen“) е поръчан по бюджета за 1906 година. Поръчката за построяването му е издадена на 30 октомври 1906 г. на корабостроителницата на AG Weser в Бремен, залагането на кила се състои на 12 август 1907 г., най-късно от останалите линкори на своя тип. На 1 юли 1908 г. корабът е спуснат на вода, а на 16 ноември 1909 г. влиза в състава на флота. Строителството на кораба струва на хазната 36 920 хил. златни марки.

## История на службата
На 1.9.1918 изваден от състава на флота и използван като артилерийски учебен кораб. След капитулацията е интерниран и предаден на Англия, разкомплектован през 1924 г.